# Phytomyza arnicicola
Phytomyza arnicicola este o specie de muște din genul Phytomyza, familia Agromyzidae, descrisă de Lundquist în anul 1949. Conform Catalogue of Life specia Phytomyza arnicicola nu are subspecii cunoscute.